# Mahi Binebine
Mahi Binebine (en árabe ماهي بنيبين), nacido en 1959 en Marrakech, es un pintor marroquí, igualmente escultor y escritor. Binebine ha escrito seis novelas que han sido traducidas a varios idiomas.

## Biografía
Se instala en París en 1980 para proseguir sus estudios de matemáticas, de las que fue maestro durante ocho años.
Posteriormente se consagra a la escritura y a la pintura. Escribió varias novelas que se tradujeron a una docena de idiomas. Reside en Nueva York desde 1994 a 1999. Sus pinturas forman parte de la colección permanente del Solomon R. Guggenheim Museum de Nueva York.
En el Último viaje de Mamaya, el autor recurre a un episodio de su propia historia familiar. Su hermano Aziz fue uno de los jóvenes oficiales que habían participado en el fallido golpe de Estado contra el rey Hassan II en 1971. Durante 18 años, fue encarcelado en el campo del desierto de Tazmamart, en condiciones de brutalidad inimaginable y casi indescriptible. De los 56 presos, sólo la mitad sobrevivieron, entre ellos, Aziz Binebine. El compañero de Mahi Binebine, el escritor Tahar Ben Jelloun, tomó esta historia como base para su controvertida novela, Cette aveuglante absence de lumière (traducida al castellano como Esta ausencia cegadora de luz).
Mahi Binebine regresa a Marrakech en 2002.
La traducción al inglés de la novela Cannibales, Welcome to Paradise (en castellano traducida como La patera), fue preseleccionada para el Independent Foreign Fiction Prize en 2004.

## Publicaciones
- Le griot de Marrakech, éd. de l'Aube, ISBN 2-7526-0212-X
- Cannibales, éd. de l'Aube, ISBN 2-7526-0155-7
- Terre d'ombre brulée, éd. Fayard, ISBN 2-213-61762-7
- Le sommeil de l'esclave, éd. Stock, ISBN 2-234-02488-9
- L'écriture au tournant, co-autor Abdellatif Laâbi, éd. Al Manar, ISBN 2-913896-09-X
- Pollens, éd. Fayard, ISBN 978-2-213-60996-6
- Les étoiles de Sidi Moumen, éd. Flammarion, ISBN 978-2-08-123636-3